# Веслі Бентлі
Веслі Кук Бентлі (англ. Wesley Cook Bentley; нар. 4 вересня 1978, Джонсборо, Арканзас, США) — американський актор, відомий завдяки ролям у фільмах «Краса по-американськи», «Чотири пера», «Парковка №2», «Примарний вершник», «Голодні ігри», «128 ударів серця» та серіалі «Єллоустоун».

## Біографія
Веслі Бентлі народився в Джонсборо, штат Арканзас, США в родині Чері та Девіда Бентлі, які обидва є проповідниками Об'єднаної методистської церкви. У 1996 році Веслі закінчив середню школу Sylvan Hills у містечку Шервуд, штат Арканзас. Потім Бентлі став відвідувати школу драми Джульярд (Juilliard School's Drama Division), але покинув її після року навчання, щоб займатися акторською кар'єрою.

## Кар'єра
Популярність прийшла до актора після виходу в 1999 році фільму «Краса по-американськи», який отримав п'ять премій «Оскар». Сам Бентлі за роль Рікі Фітса отримав кілька нагород і, зокрема, був номінований на премію BAFTA в номінації «Краща чоловіча роль другого плану».
Також Бентлі знявся в трилері «Кадилак Долана», заснованому на короткій розповіді Стівена Кінга, і в драмі «Там мешкають дракони» режисера Ролана Жоффе. Веслі є одним з головних героїв в документальному фільмі «My Big Break» режисера Тоні Зієрра, який оповідає про трьох колишніх приятелів, які мріють про те, щоб втілити свою мрію стати успішними акторами в Голлівуді.
У 2007 році у фільмі «Примарний вершник» грає головного антагоніста — демона Блекгарта.
У 2012 році Веслі отримує роль розпорядника гри у блокбастері «Голодні ігри». Й у цьому ж році опиняється в акторському складі фільму «3 дні в пустелі» режисера Габріеля Кована.
У 2014 році — приєднується до акторського складу телесеріалу-антології «Американська історія жаху».

## Особисте життя
Веслі був одружений з акторкою Дженніфер Квонс з 2001 до 2009 року. Пара розійшлась ще 2006 року через наявність у Бентлі наркотичної залежності.
Знову одружився актор вже у 2010 році з продюсеркою Джекі Сведберг, яка народила сина Чарльза.
Як повідомляється у статті The New York Times за 8 лютого 2010 року Веслі сказав, що почав приймати наркотики після свого шаленого успіху у фільмі «Краса по-американськи». Він приховував цю залежність від тодішньої дружини Дженніфер, через що вони і розлучились. Переїхавши жити окремо актор почав щодня вживати наркотики. На знімання погоджувався час від часу і лише для того, щоб оплачувати рахунки і купити нову порцію наркотиків.
У 2008 році Веслі був заарештований і відправлений на програму реабілітації. Але це не допомогло, він знову повернувся до вживання героїну.
У 2009 році, дійшовши до відчаю Бентлі просить допомоги у свого друга, зізнається у своїй наркотичній на алкогольній залежності. Актор розпочинає нову програму реабілітації, щоб зберегти своє життя. Йому вдається покінчити зі своїми залежностями, що дозволяє знову відновити акторську кар'єру. Так він з'являється у виставі «Венера в хутрі» та документальному фільмі «My Big Break», який практично повністю відтворює життя Бентлі, його залежність, боротьбу з зірковою хворобою та відновлення після тривалого вживання наркотиків.

## Фільмографія

### Фільми
| Рік  |    | Українська назва           | Оригінальна назва                  | Роль              |
| ---- | -- | -------------------------- | ---------------------------------- | ----------------- |
| 1995 | кф |                            | Serendipity Lane                   | Луні              |
| 1998 | ф  |                            | Three Below Zero                   | Джуліан Флінчер   |
| 1998 | ф  | Кохана                     | Beloved                            | племінник учителя |
| 1999 | ф  | Краса по-американськи      | American Beauty                    | Ріккі Фитс        |
| 1999 | ф  | Хлопець з Білої річки      | The White River Kid                | малюк             |
| 2000 | ф  | Золотий пил                | The Claim                          | Делгліш           |
| 2001 | ф  | Безсмертні душі            | Soul Survivors                     | Метт              |
| 2002 | ф  | Чотири пера                | The Four Feathers                  | Джек Дурранс      |
| 2005 | ф  | Гра їхнього життя          | The Game of Their Lives            | Волтер Бар        |
| 2007 | ф  | Примарний вершник          | Ghost Rider                        | Блекхарт          |
| 2007 | ф  | Фатальне місто             | Weirdsville                        | Ройс              |
| 2007 | ф  | Парковка №2                | P2                                 | Томас             |
| 2008 | ф  | Останнє слово              | The Last Word                      | Еван              |
| 2009 | ф  | Кадилак Долана             | Dolan’s Cadillac                   | Робінсон          |
| 2009 | ф  | Гробниця                   | The Tomb: Edgar Allan Poe's Ligeia | Джонатан Меррік   |
| 2010 | ф  | Джона Гекс                 | Jonah Hex                          | Адлеман Ласк      |
| 2011 | ф  | Там мешкають дракони       | There Be Dragons                   | Маноло Торрес     |
| 2011 | ф  | Полегла імперія            | Hirokin                            | Гірокін           |
| 2012 | ф  | Інший світ: Пробудження    | Underworld: Awakening              | вчений Антігена   |
| 2012 | ф  | Голодні ігри               | The Hunger Games                   | Сенека Крейн      |
| 2012 | ф  | Гра на виживання           | Gone                               | Куінн             |
| 2012 | ф  | Лавлейс                    | Lovelace                           | Ларрі Марчіано    |
| 2014 | ф  | Ласкаво прошу до мене      | Welcome to Me                      | Гейб Раскін       |
| 2014 | ф  | Інтерстеллар               | Interstellar                       | Дойл              |
| 2014 | ф  | Остання дівчина            | Final Girl                         | Вільям            |
| 2015 | ф  | Лицар кубків               | Knight of Cups                     | Баррі             |
| 2015 | ф  | 128 ударів серця           | We are you friends                 | Джеймс Рід        |
| 2015 | ф  | Амнезіак                   | Amnesiac                           | Man               |
| 2016 | ф  | Дракон Піта                | Pete’s Dragon                      | Джек              |
| 2016 | ф  | Порушені обітниці          | Broken Vows                        | Патрік            |
| 2018 | ф  | Місія нездійсненна: Фолаут | Mission: Impossible - Fallout      | Ерік              |
| 2019 | ф  |                            | The Best of Enemies                | Флойд             |

### Телебачення
| Рік       |   | Українська назва                        | Оригінальна назва                 | Роль                                  |
| --------- | - | --------------------------------------- | --------------------------------- | ------------------------------------- |
| 2014—2015 | с | Американська історія жаху: Шоу виродків | American Horror Story: Freak show | Едвард Мордрейк (3 епізоди)           |
| 2015—2016 | с | Американська історія жаху: Готель       | American Horror Story: Hotel      | Джон Лоу (11 епізодів)                |
| 2016      | с | Американська історія жаху: Роенок       | American Horror Story: Roanoke    | Амброс Вайт / Ділан (8 епізодів)      |
| 2018—2024 | с | Єллоустоун                              | Yellowstone                       | Джеймі Даттон (53 епізоди)            |
| 2021—2022 | с | Той що біжить по лезу: Чорний лотос     | Blade Runner: Black Lotus         | Ніандер Воллес-молодший (13 епізодів) |